# Orcula wagneri
Orcula wagneri is een slakkensoort uit de familie van de Orculidae. De wetenschappelijke naam van de soort is voor het eerst geldig gepubliceerd in 1914 door Sturany.